# Sunbeam Arab
Il Sunbeam Arab era un motore aeronautico 8 cilindri a V raffreddato a liquido prodotto dall'azienda britannica Sunbeam Motor Car Co. Ltd. durante la prima guerra mondiale.
Lo sviluppo avvenne nel 1916 e nei due anni successivi ne furono realizzati un totale di 1.026 esemplari. La potenza del propulsore era di 200 hp (149 kW) a 2.000 giri al minuto. Alesaggio e corsa erano di 120 per 130 mm. Il motore presentava, per l'epoca, alcuni aspetti innovativi come le realizzazione delle testate, del blocco cilindri e dei pistoni in alluminio.
Nonostante questo però il motore non ebbe un grande successo in quanto si dimostrò affetto da vibrazioni e da una scarsa affidabilità.

## Versioni
Arab I

Arab II

## Velivoli utilizzatori
Regno Unito
- Bristol F.2B
- Norman-Thompson NT.2B
- Sopwith Cuckoo T.1